# Historia Radomia

Herb Radomia

## Prehistoria
Pierwsze ślady siedlisk ludzkich na terenie dzisiejszego Radomia pochodzą z mezolitu  (środkowej epoki kamienia) i są datowane na 8000 do 4400 lat przed naszą erą. Odnalezione na terenie obecnego miasta i terenów przyległych pozostałości mają charakter tymczasowych siedlisk zakładanych przez prowadzące koczowniczy tryb życia grupy ludzi.
Liczniejsze są znaleziska archeologiczne z epoki neolitu, głównie cmentarzyska (m.in. odkryty w dzisiejszej dzielnicy Malczew grób kultury ceramiki sznurowej z III tysiąclecia p.n.e.) oraz niewielkie obozowiska zawierające narzędzia krzemienne i ceramikę (odkryte na terenie dzisiejszych dzielnic Godów, Gołębiów i Jeżowa Wola).
Stanowiska archeologiczne potwierdzają obecność ludzką na obszarze Radomia także w późniejszych okresach: z epoki brązu pochodzą ślady kultur zaliczanych do kultury trzcinieckiej i łużyckiej), które znajdują się na Gołębiowie, Michałowie i Wośnikach, a z epoki żelaza (kultura grobów kloszowych) na Obozisku, Wośnikach, a także na wzniesieniu pomiędzy ulicami Przechodnią i Limanowskiego.

## Średniowiecze

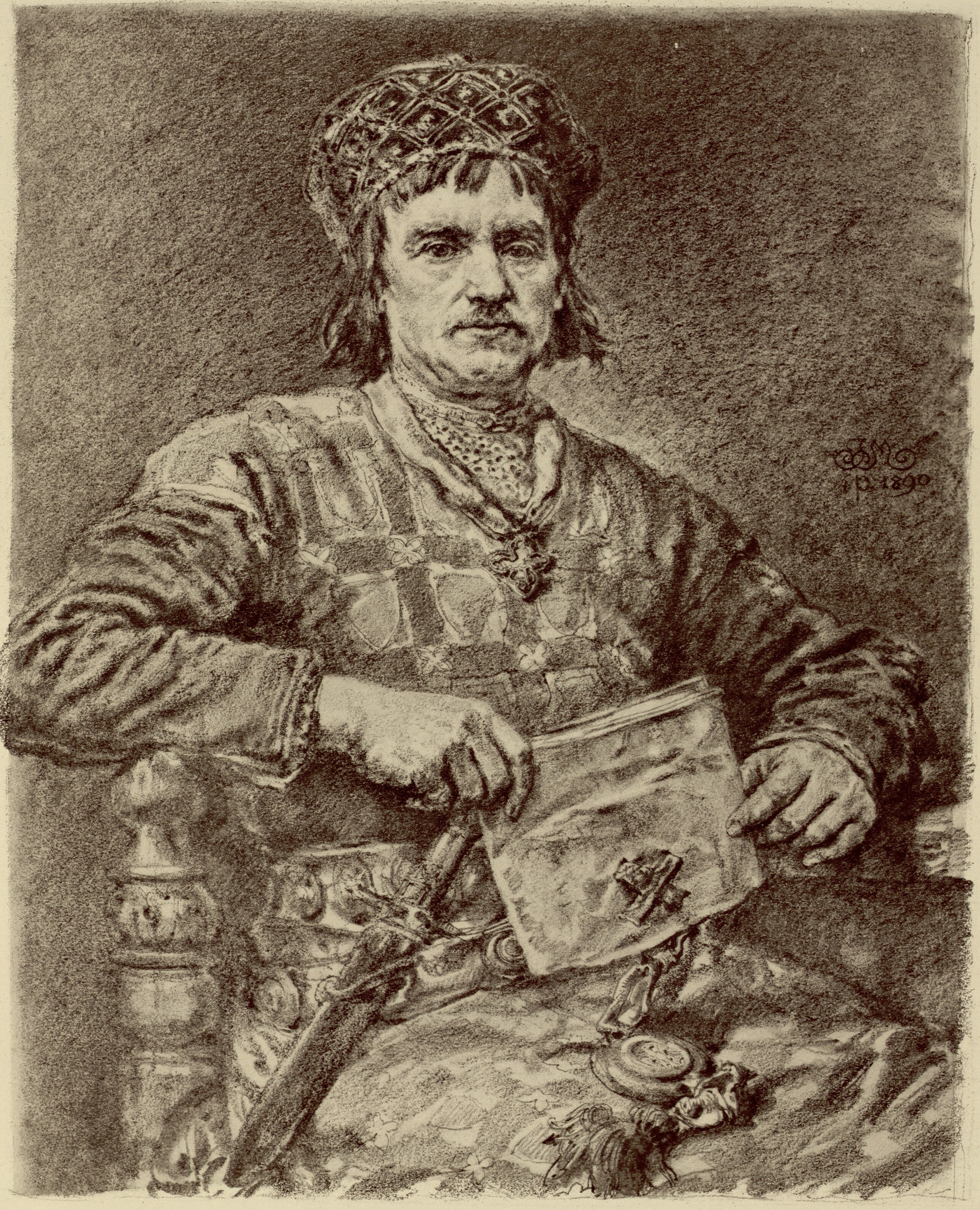
Bolesław Wstydliwy, nadał Radomiowi średzkie prawo lokacyjne

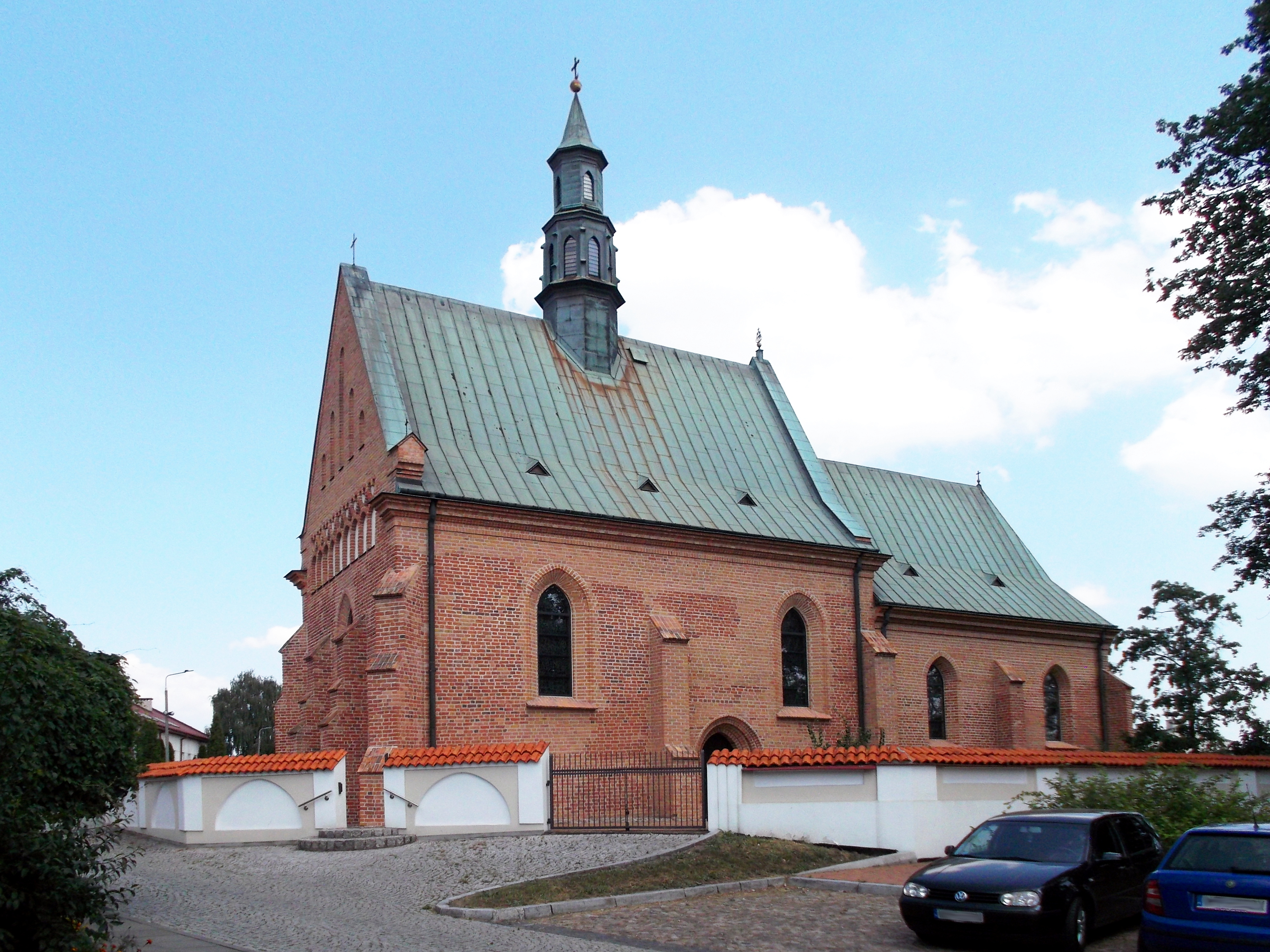
Kościół św. Wacława – pierwszy murowany obiekt w Radomiu

Początki osadnictwa na terenie dzisiejszego Radomia datuje się na VIII wiek od momentu powstania w dolinie rzeki Mlecznej osady o charakterze wiejskim, której mieszkańcy zajmowali się hodowlą bydła i trzody, oraz uprawą prosa i pszenicy. Odnaleziono również ślady wytopu żelaza. Pod koniec IX stulecia najprawdopodobniej na skutek podniesienia się poziomu rzeki i zalewania gospodarstw, osada została przeniesiona na pobliskie wzgórze, na którym w X wieku wzniesiono gród obronny, a w kolejnym stuleciu ogrodzono go wałem ziemno-drewnianym i fosą. Korzystnie położony na skraju Puszczy Radomskiej, na pograniczu Mazowsza i Małopolski stał się Radom ważnym ośrodkiem administracyjnym wczesnych Piastów. Prawdopodobnie był on miejscem okresowego rezydowania książąt dzielnicowych Henryka Sandomierskiego, Kazimierza Sprawiedliwego i jego syna Leszka Białego.
Nazwa obecnego grodziska Piotrówka wywodzi się od wybudowanego prawdopodobnie w XII wieku kościoła pw. świętego Piotra, po którym nie zachowały się do dzisiaj żadne ślady (aczkolwiek świątynia istniała jeszcze na początku XIX wieku). Wiadomo, że w 1222 kościół oddano, wraz z uposażeniem, pod opiekę zakonu benedyktynów przybyłych z Sieciechowa. Aktualnie najstarszym zachowanym zabytkiem radomskim jest kościół świętego Wacława pochodzący z XIII wieku, ufundowany prawdopodobnie przez Leszka Białego. Obecna forma budowli odbiega od XIII-wiecznego pierwowzoru, jednonawowej świątyni, ze względu na liczne przebudowy i odbudowy po wielokrotnych pożarach.
Pierwsza wzmianka o Radomiu villam iuxta Radom, que vocatur Zlauno (łac. wieś koło Radomia, zwana Sławno) pojawiła się w 1155 roku w bulli papieża Hadriana IV (tzw. bulla wrocławska). Wymienienie Radomia jako punktu odniesienia dla wsi Sławno dowodzi, że już wówczas musiał się tu znajdować ośrodek administracyjny, prawdopodobnie kasztelania.
Pierwsza wzmianka o kasztelanie radomskim Marku pochodzi z roku 1233. Jego następcami byli: Janusz (1262), Piotr (1284) i Mścisław (1290).

## Prawa miejskie

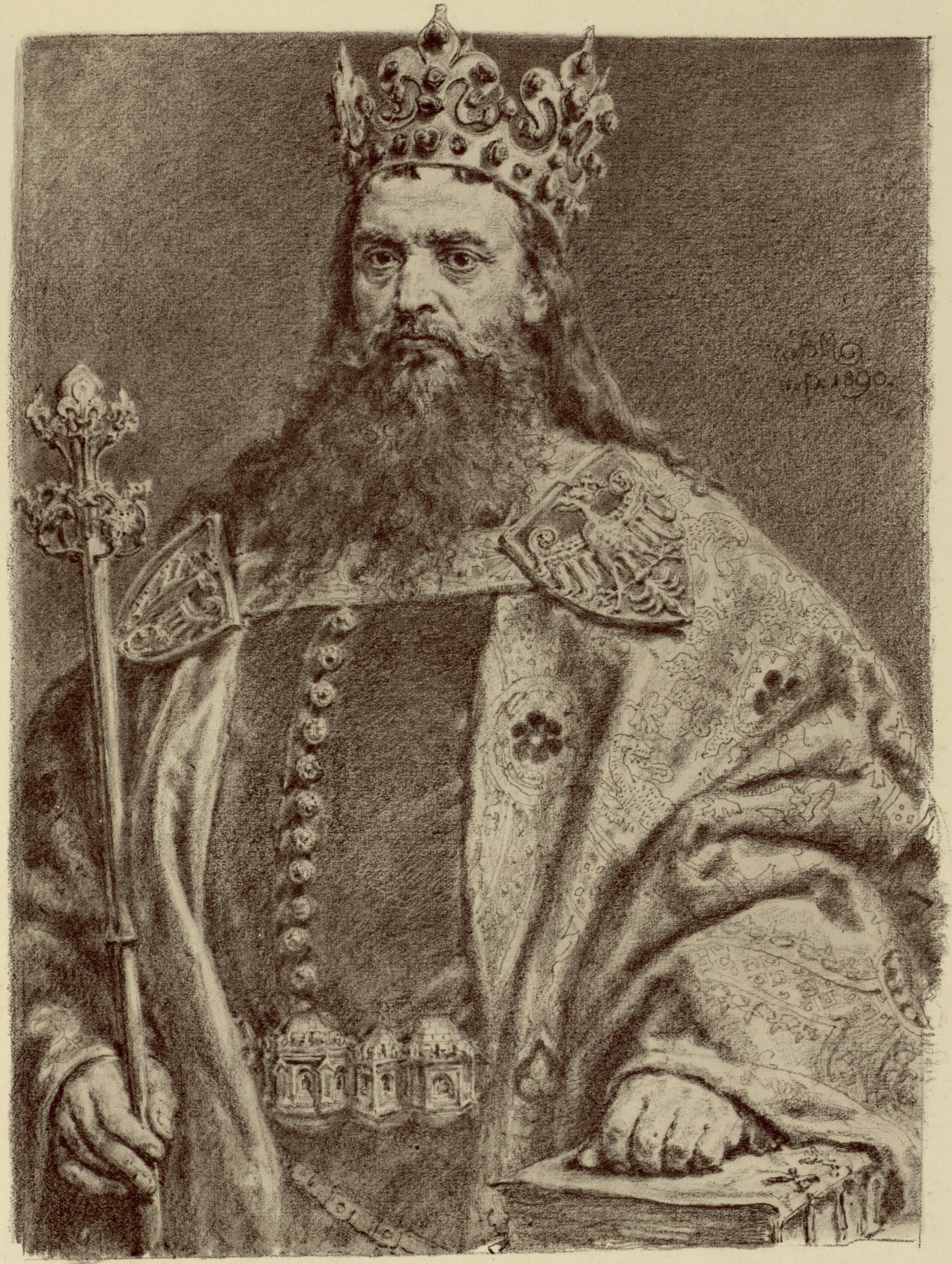
Kazimierz III Wielki, założyciel Nowego Radomia

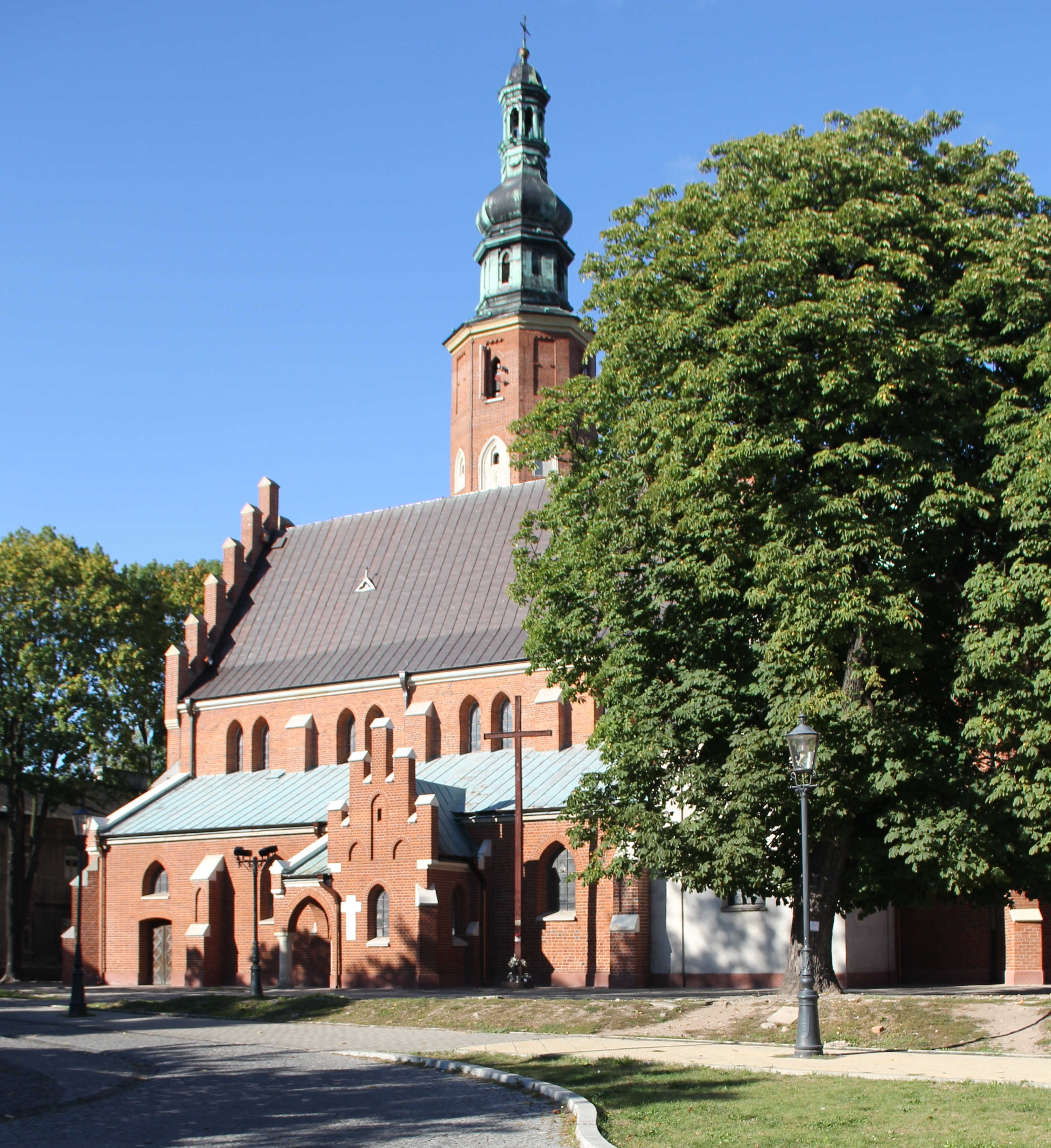
Kościół farny św. Jana

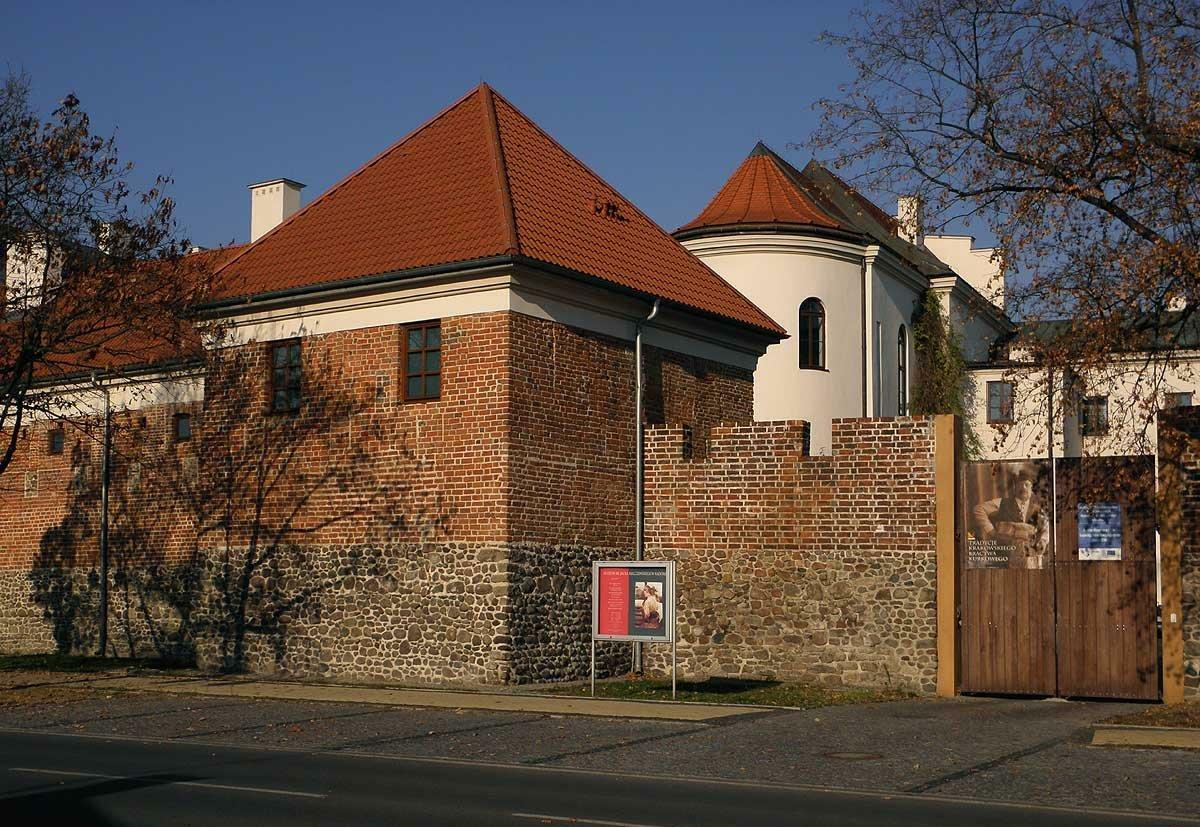
Relikty murów miejskich Nowego Radomia

W II poł. XIII w. Radom otrzymał z rąk Bolesława Wstydliwego średzkie prawo lokacyjne, ale rozkwit miasta datuje się od roku 1340, kiedy to Kazimierz III Wielki dokonał lokacji Nowego Miasta z rynkiem, ratuszem i zamkiem, otoczonego murami obronnymi. Kształt rynku był prostokątny, a układ ulic, wzorowany na gotyckich miastach niemieckich, miał postać szachownicy. Powierzchnia Nowego Radomia wynosiła około 9 hektarów, a długość murów około 1100 metrów.
Do miasta prowadziły trzy bramy: Krakowska zwana też Iłżecką, Piotrkowska i Lubelska. Mury miejskie wzmacniało ok. 25 prostokątnych, otwartych do wewnątrz miasta baszt. Wewnątrz murów wybudowano nowy kościół pw. św. Jana Chrzciciela (kościół farny). Pomiędzy kościołem a fosą wzniesiono Zamek Królewski. Zamek miał postać jednopiętrowego Domu wielkiego, skrzydła gospodarczego i trzech wież obronnych. Jedyną pozostałością po ówczesnym kompleksie zamkowym jest fragment Domu Wielkiego będący dzisiejszą plebanią kościoła farnego.
Jeszcze za życia Kazimierza Wielkiego w 1364 roku zmieniono przestarzałe wówczas prawo średzkie na korzystniejsze magdeburskie i nadano mieszkańcom miasta wiele przywilejów łącznie ze zwolnieniem z podatków.
Głównym czynnikiem na możliwość rozwoju miasta było jego korzystne położenie przy szlakach handlowych z Rusi, Śląska, Wielkopolski i Pomorza.
Najważniejszy „szlak wołowy” z Rusi na Śląsk prawdopodobnie przyczynił się do założenia w Radomiu cechu garbarskiego, a później także innych cechów rzemieślniczych.
W roku 1376 Radom stał się siedzibą starostwa, miejscem zjazdów szlacheckich, sejmów, podpisywania umów, przyjmowania posłów. Prawdopodobnie na jednym z takich sejmów obrano Jadwigę Andegaweńską córkę Ludwika Węgierskiego królem Polski (królem, ponieważ polskie prawo nie przewidywało dziedziczenia tronu przez królową).

## Radom za panowania Jagiellonów

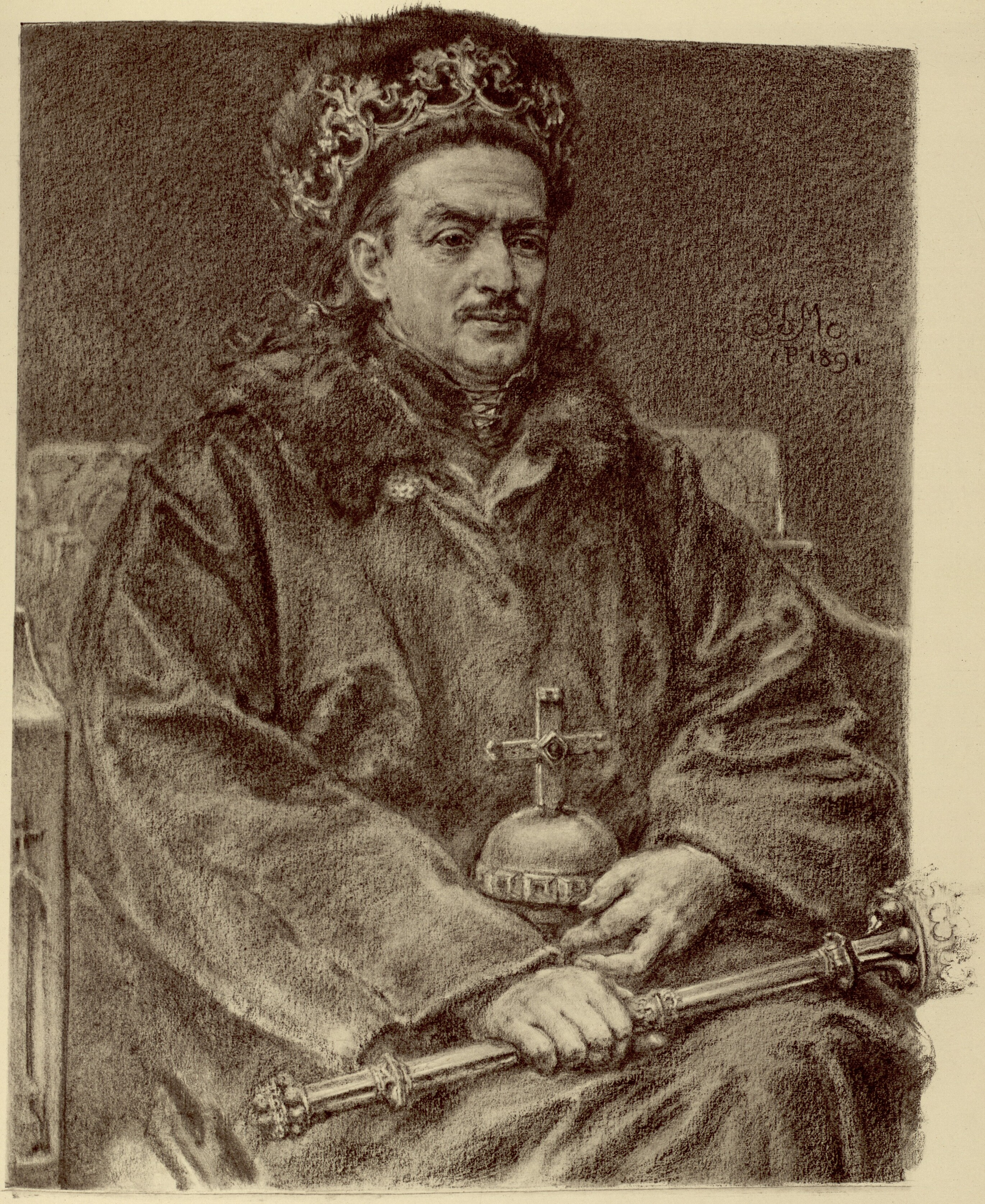
Kazimierz IV Jagiellończyk, fundator radomskiego klasztoru bernardynów

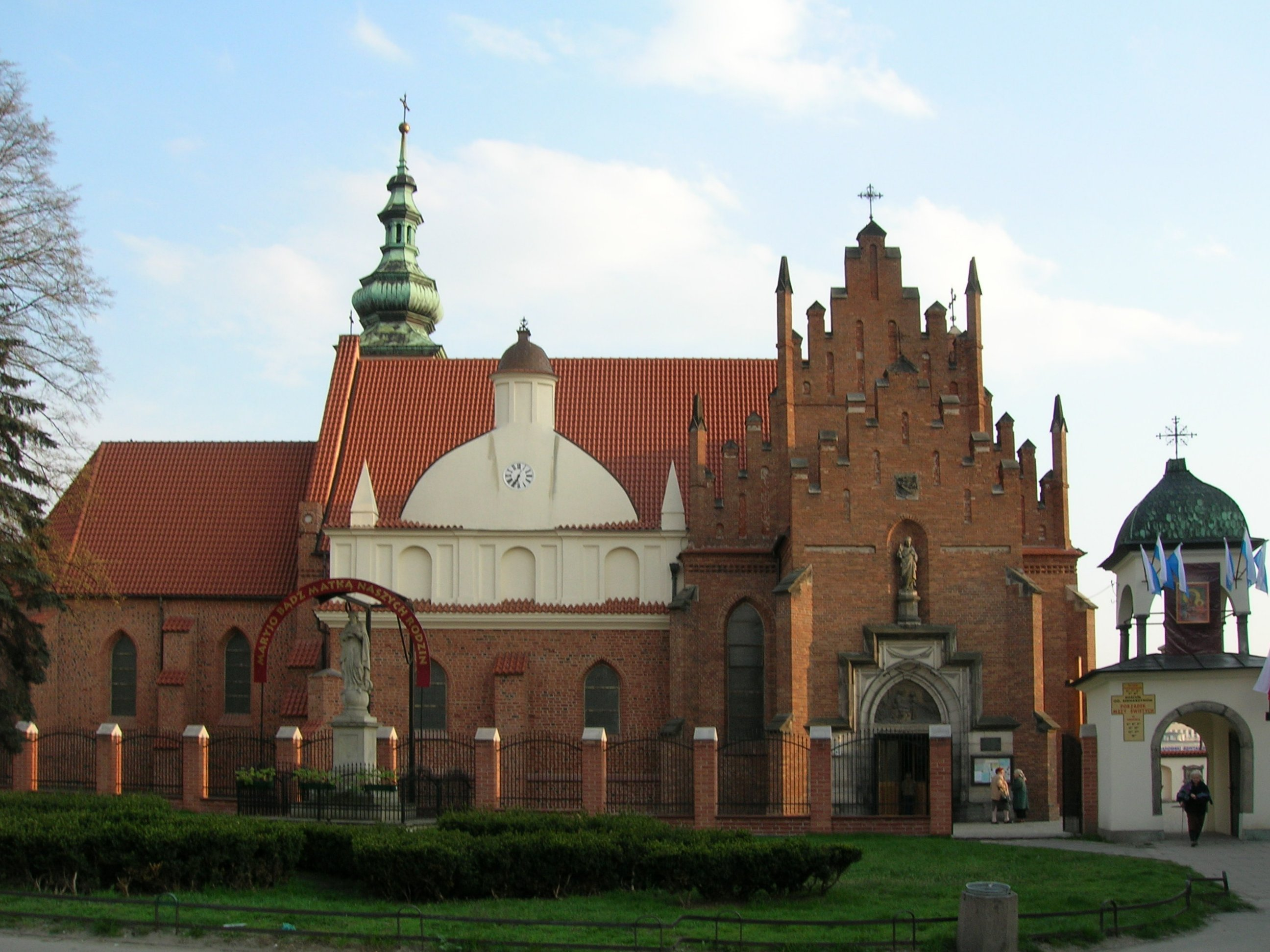
Kościół i klasztor Bernardynów

Okres panowania Jagiellonów był dla Radomia czasem największej świetności.
Władysław II Jagiełło nadał miastu szereg przywilejów, m.in. zwalniających jego mieszkańców z opłat celnych na terenie całego Królestwa Polskiego. Także później Jagiellonowie podróżujący między Wilnem i Krakowem niejednokrotnie zatrzymywali się w zamku radomskim, co było dodatkowym bodźcem do rozwoju gospodarczego miasta. 18 marca 1401 podpisano unia wileńsko-radomską potwierdzającą, po wygasłej wraz ze śmiercią Jadwigi unii w Krewie, wolę połączenia Polski i Litwy. Zaraz potem rozpoczęto intensywne przygotowania do wojny z zakonem krzyżackim.
Syn Władysława Jagiełły Kazimierz IV Jagiellończyk, często bywał wraz z żoną Elżbietą Rakuszanką na radomskim zamku przyjmując zagranicznych gości poczynając od posłańców chana tatarskiego, przez posłów króla czeskiego Jerzego pragnącego w 1469 roku ofiarować koronę Czech jego synowi Władysławowi, po swatów księcia Bawarii Jerzego Bogatego przybyłych w 1475 roku z prośbą o rękę Jadwigi Jagiellonki. Wielki mistrz zakonu krzyżackiego Jan von Tieffen złożył 18 listopada 1489 roku na zamku w Radomiu hołd lenny królowi polskiemu.
W latach 1420–1440 tworzył w mieście Mikołaj z Radomia jeden z pierwszych polskich kompozytorów.
Z okresu panowania Kazimierza Jagiellończyka pochodzi jeden z najcenniejszych zachowanych zabytków radomskich, klasztor i kościół Bernardynów, ufundowany wspólnie przez króla i starostę radomskiego Dominika z Kazanowa w 1468 roku. Początkowo zarówno zespół klasztorny jak i wchodzący w jego skład kościół pw. świętej Katarzyny Aleksandryjskiej zbudowano z drewna, ale do 1507 roku cały kompleks był murowany.

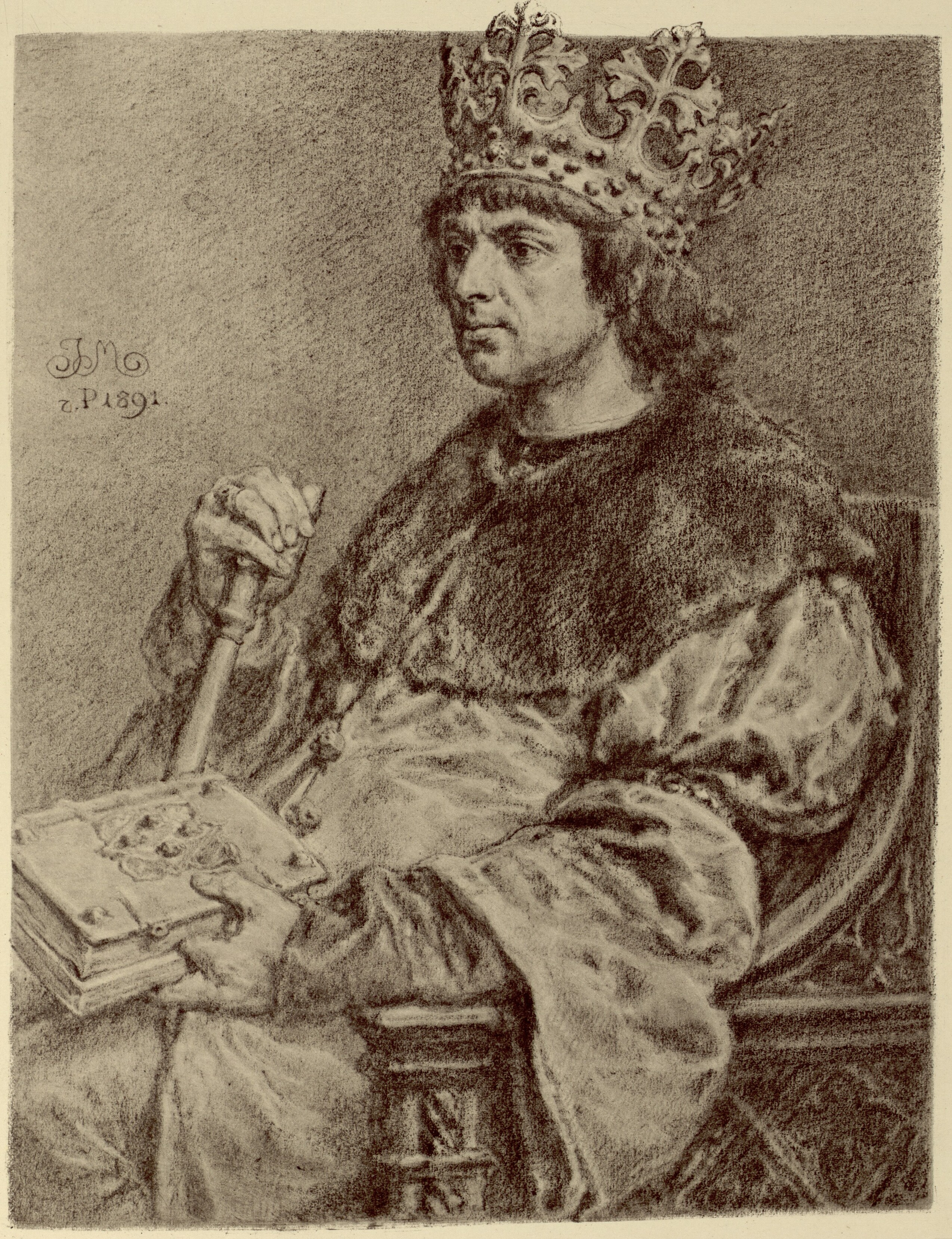
Aleksander Jagiellończyk

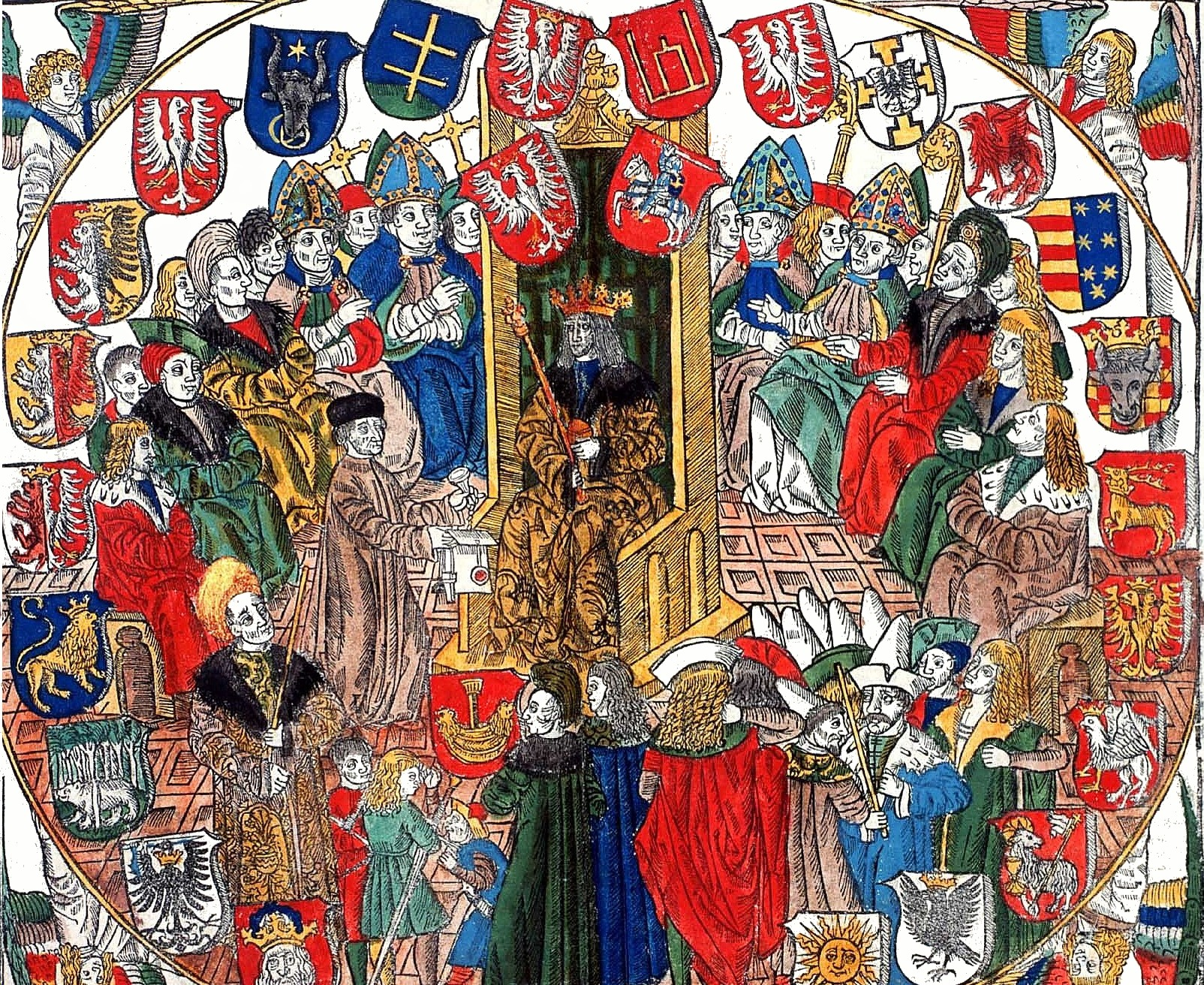
Król w senacie, Statut Łaskiego

Od 1481 roku Radom stał się stałym miejscem rezydowania królewicza Kazimierza, syna Kazimierza Jagiellończyka, który z upoważnienia przebywającego wtedy na Litwie ojca pełnił rolę namiestnika Królestwa Polskiego. Przez 2 lata Radom pełnił rolę nieformalnej stolicy Polski. Królewicz Kazimierz wkrótce zmarł na gruźlicę i w 1602 roku został kanonizowany, a obecnie jest patronem diecezji radomskiej i miasta Radomia. Król Kazimierz Jagiellończyk przebywał na zamku w Radomiu w latach: 1463, 1464, 1469, 1473, 1474, 1478, 1479, 1481, 1486, 1488, 1489 (aż 3 miesiące).
Za panowania Aleksandra Jagiellończyka w 1505 roku na sejmie w Radomiu uchwalono konstytucję Nihil novi jeden z najdonioślejszych dokumentów życia politycznego państwa, według której król praktycznie nie mógł nic nowego postanowić bez zgody izby poselskiej i senatu. Na tymże sejmie zatwierdzono również „Statut Łaskiego”, stanowiący zbiór przywilejów szlacheckich i kościelnych, oraz praw miejskich, obowiązujących w Królestwie, który odegrał bardzo ważną rolę w życiu prawnym Polski, jako fundamentalny zbiór prawa ziemskiego, aż do rozbiorów.

## Radom w Rzeczypospolitej Obojga Narodów

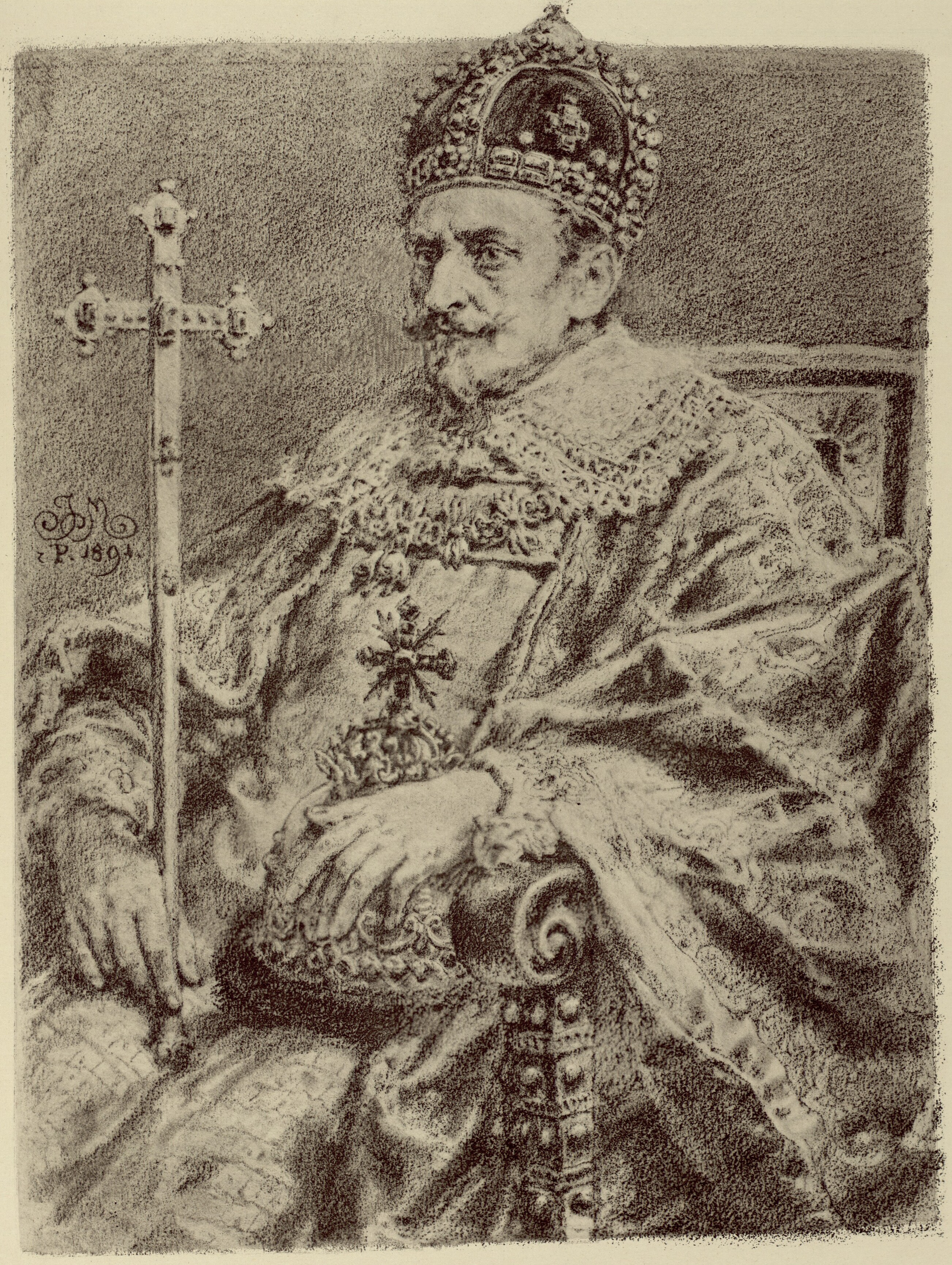
Zygmunt III Waza. Za jego panowania ustanowiono Radom siedzibą Trybunału Skarbowego Koronnego

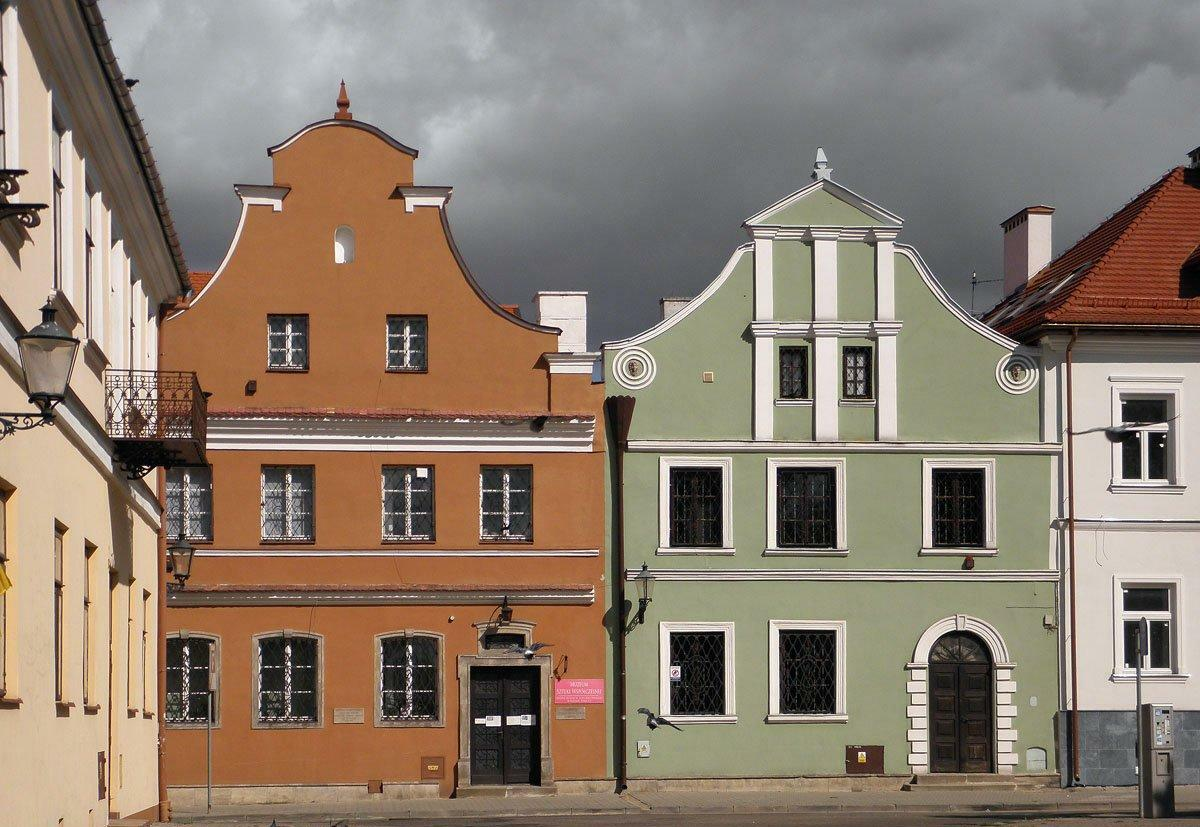
Barokowe domy na Rynku Miasta Kazimierzowskiego

Na początku XVII stulecia Radom nadal był miastem o dużym znaczeniu administracyjnym i gospodarczym województwa sandomierskiego. W latach 1613–1764 miasto było siedzibą Trybunału Skarbowego Koronnego instytucji sądowo-egzekucyjnej orzekającej m.in. w sprawach zaległych podatków. W tym okresie gościli w Radomiu królowie: Stefan Batory z żoną Anną Jagiellonką, która wielokrotnie bywała w mieście także po śmierci męża, Zygmunt III Waza i August III Sas. Okres ten nie był dobry dla Radomia ze względu na zarazę, która wybuchła w mieście w 1622 r., stając się przyczyną śmierci wielu mieszkańców, i pożar z 1628 r., który zniszczył ponad połowę domów. Ogromu zniszczeń dopełnił potop szwedzki oraz najazd siedmiogrodzki, które (w połączeniu z niepewną sytuacją polityczną kraju, powszechnym zubożeniem i brakiem pomocy ze strony Skarbu Państwa) uniemożliwiły powrót miasta do dawnej świetności.
W 1660 po opuszczeniu miasta przez Szwedów i podpaleniu go, pozostało tylko 37 domów i 395 mieszkańców. Jednym z ocalałych po „potopie” budynków jest stojący do dziś dom Gąski, w którym podczas pobytu w mieście stacjonował król szwedzki Karol X Gustaw. Wycofujące się wojska zniszczyły również zamek i znajdujący się poza murami klasztor benedyktynek.
Kolejne lata przyniosły miastu zarazy i pożary jeszcze bardziej pogarszając jego stan i umniejszając znaczenie. Jedynie raz do roku zjazd szlachty z całego kraju na sesje Trybunału Skarbowego chwilowo ożywiał mozolnie podnoszące się z ruiny miasto.

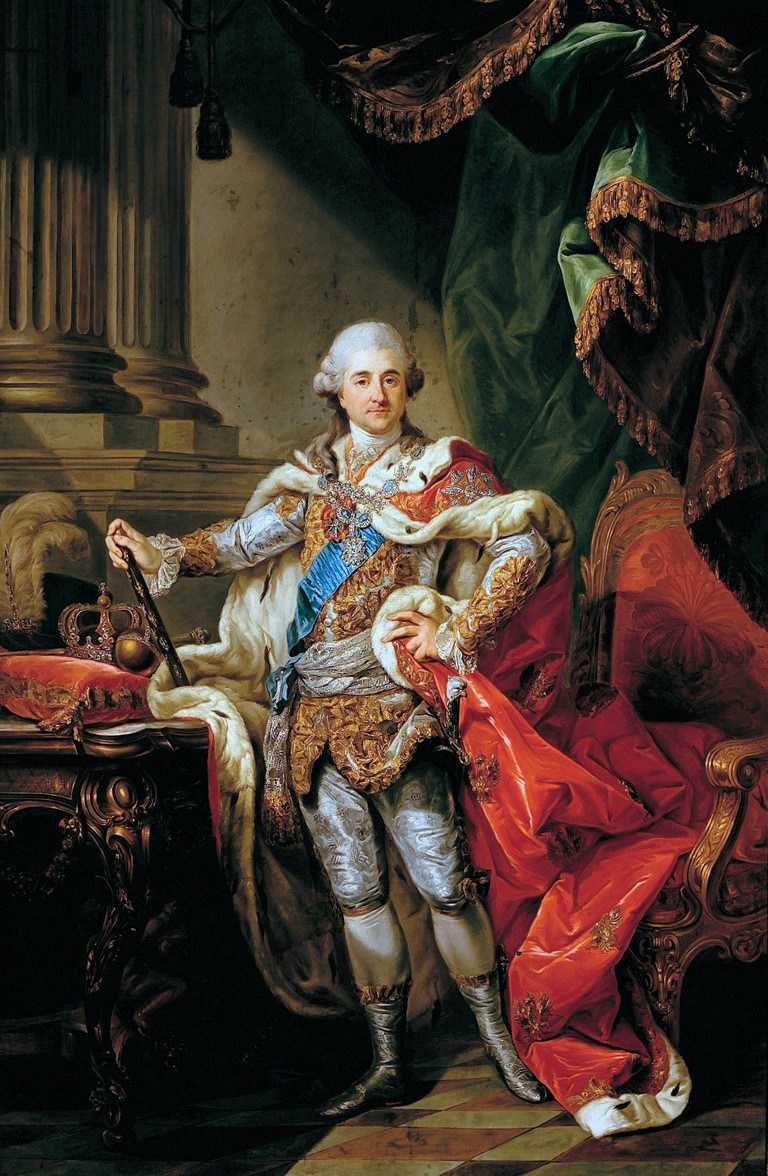
Stanisław August Poniatowski

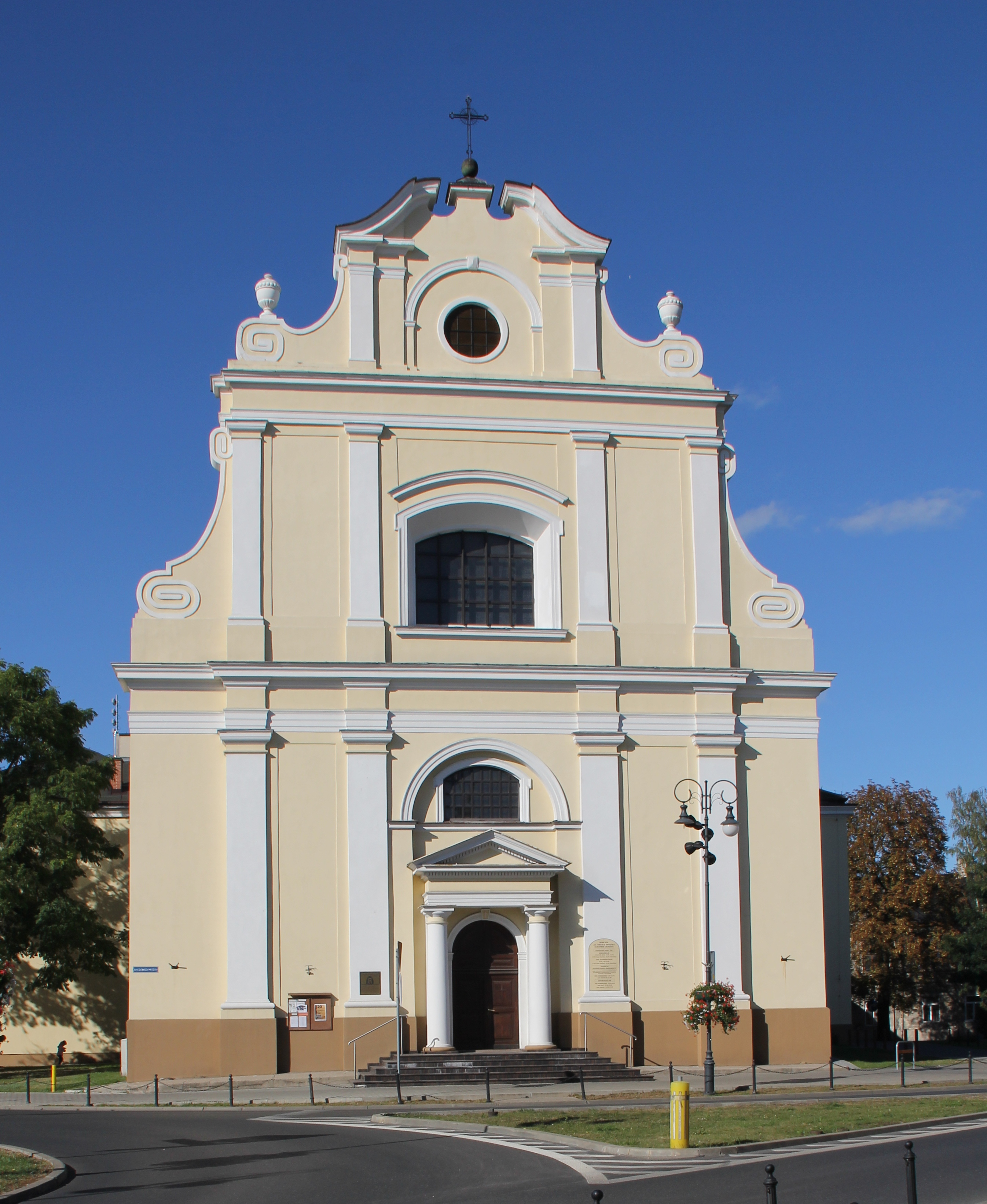
Barokowy, pobednedyktyński kościół św. Trójcy

Na przełomie XVII i XVIII stulecia rozwinęła się społeczność żydowska, która była postrzegana przez mieszczaństwo Radomia jako konkurencja, dlatego też na prośbę mieszczan król August III nadał im w 1746 przywilej de non tolerandis Judaeis, który miał doprowadzić do wyprowadzenia się Żydów z miasta. Tak też się stało, ale 40 lat później, na wniosek starosty radomskiego Aleksandra Potkańskiego pozwolono im na powrót, co jakoby miało pomóc w ożywieniu handlu.
W 1682 do Radomia przybywa zakon pijarów, którzy otwierają w mieście szkołę, a w latach 1737–1756 z inicjatywy Antoniego Konarskiego, brata Stanisława, budują kolegium pijarów, budynek według projektu Antonio Solariego.
W 1763 przeniesiono Trybunał Skarbowy Koronny do Warszawy.
W cztery lata później 23 czerwca 1767 zawiązano pod przewodnictwem Karola Radziwiłła konfederację radomską w obronie „wiary i wolności”, która uznała carycę Katarzynę II gwarantką ustroju Rzeczypospolitej, oddając jej władzę nad krajem.
Pijarzy prowadzący kolegium przyczynili się do rozwoju oświatowego i kulturalnego regionu. Posiadali doskonałą kadrę z takimi wykładowcami jak: Franciszek Siarczyński, Józef Herman Osiński, Onufry Kopczyński i Franciszek Ksawery Dmochowski.
Ostatnim sukcesem władz Radomia przed I rozbiorem Polski była powołana w 1787, za panowania i pod patronatem króla Stanisława Augusta Poniatowskiego Komisja Dobrego Porządku (łac. Commisio Boni Ordinis), która miała określić najpotrzebniejsze inwestycje i wyznaczyć kierunek rozwoju miasta, ale sytuacja polityczna kraju uniemożliwiła realizację tych planów.

## Radom w okresie rozbiorów

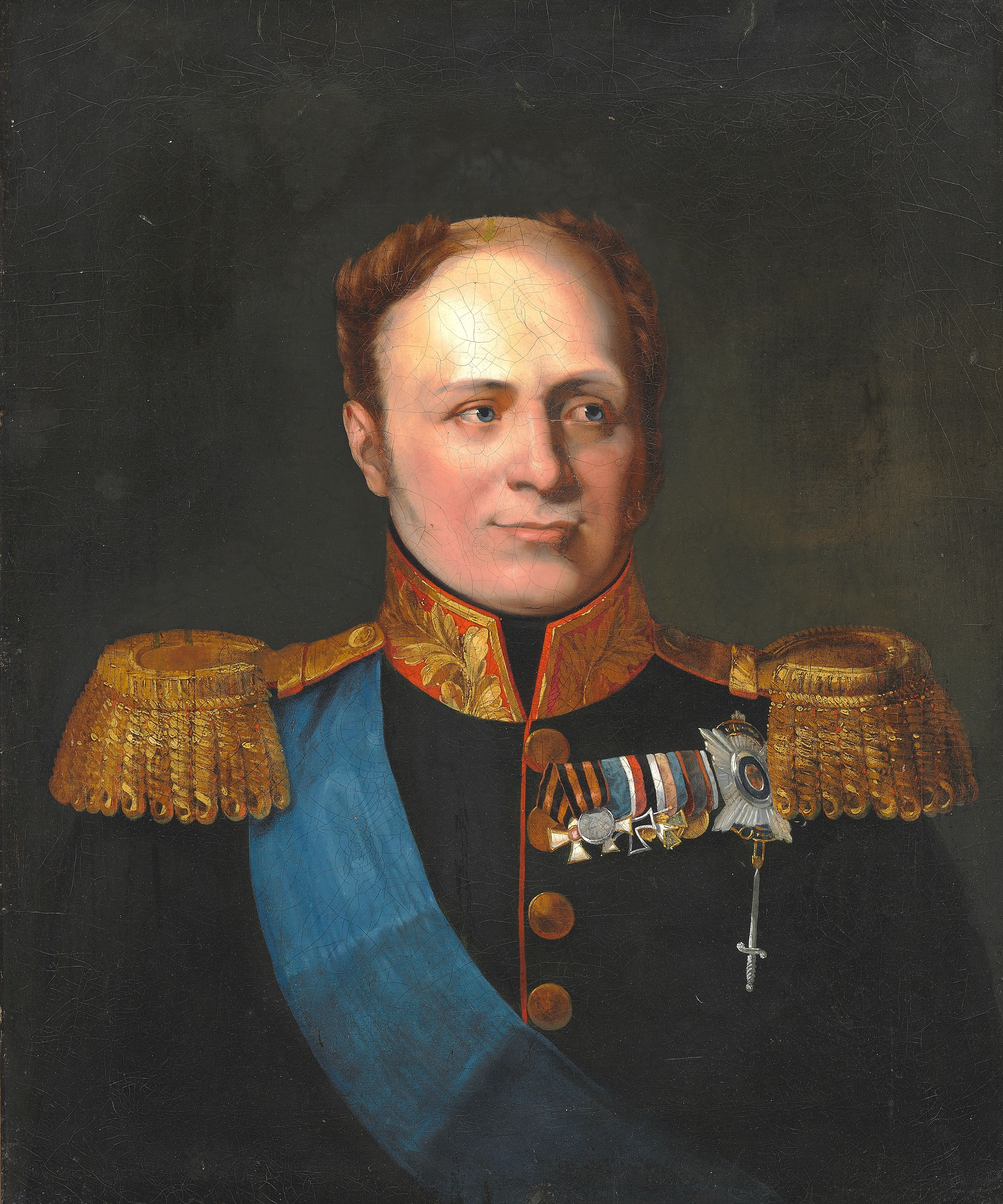
Aleksander I Romanow, król Polski w latach 1815–1825

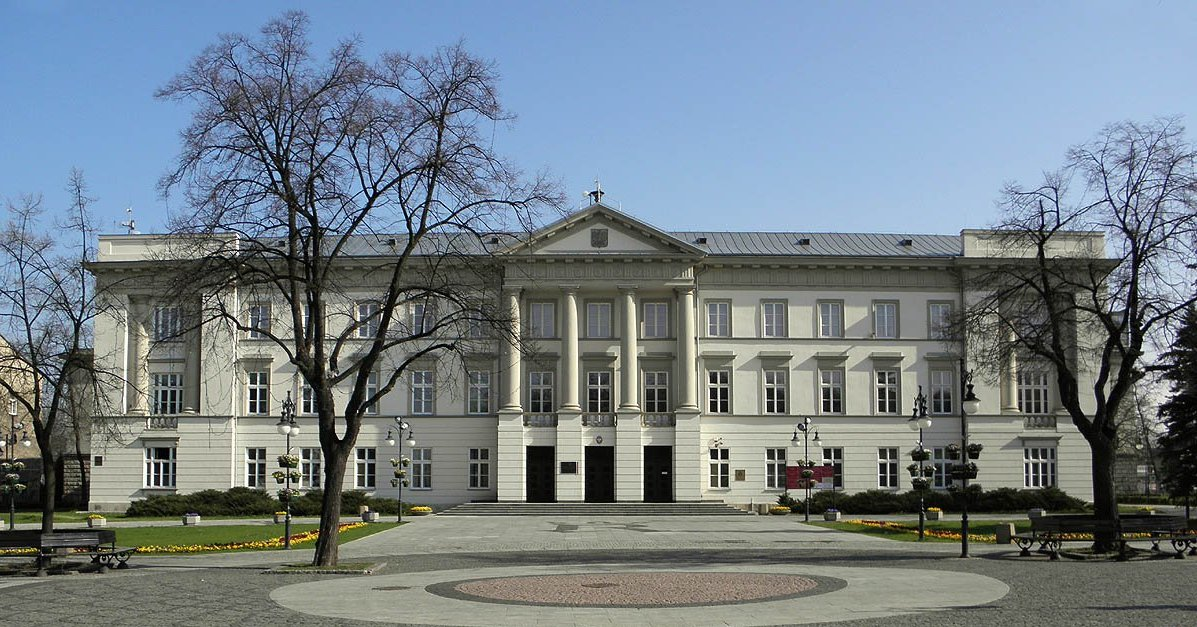
Pałac Sandomierski w Radomiu – siedziba wojewodów i gubernatorów sandomierskich i radomskich

Pierwszy i II rozbiór pozostawiły Radom w granicach Polski, ale po przegranej insurekcji kościuszkowskiej i III rozbiorze miasto stało się częścią zaboru austriackiego, wchodząc w skład Galicji Zachodniej, i siedzibą cyrkułu.
W 1809 roku Radom znalazł się w granicach Księstwa Warszawskiego, gdzie otrzymał rangę stolicy departamentu. Po klęsce Napoleona I pod Moskwą i jego abdykacji, Księstwo (w tym i Radom) zajęte przez wojska rosyjskie. Rosjanie znacznie zniszczyli miasto, ale mimo to po kongresie wiedeńskim w 1815 roku i utworzeniu Królestwa Polskiego, utrzymano w Radomiu funkcję stolicy regionu – tym razem w postaci województwa sandomierskiego. W dwa lata później powstała w mieście pierwsza świecka szkoła elementarna, a w 1827 Radomskie Towarzystwo Naukowe.
Pierwszy prezydent miasta Józef Królikowski, sprawujący władze od 1815 roku zlecił wyburzenie będących już w stanie ruiny murów miejskich i zasypanie fos i rowów z wodą. Rozpoczęto też brukowanie ulic i remont domów mieszkalnych.
Podczas powstania listopadowego Radom był punktem zbornym i zaopatrzeniowym dla wojsk powstańczych, a po jego upadku władzę nad miastem przejął namiestnik Królestwa Polskiego feldmarszałek Iwan Paskiewicz.

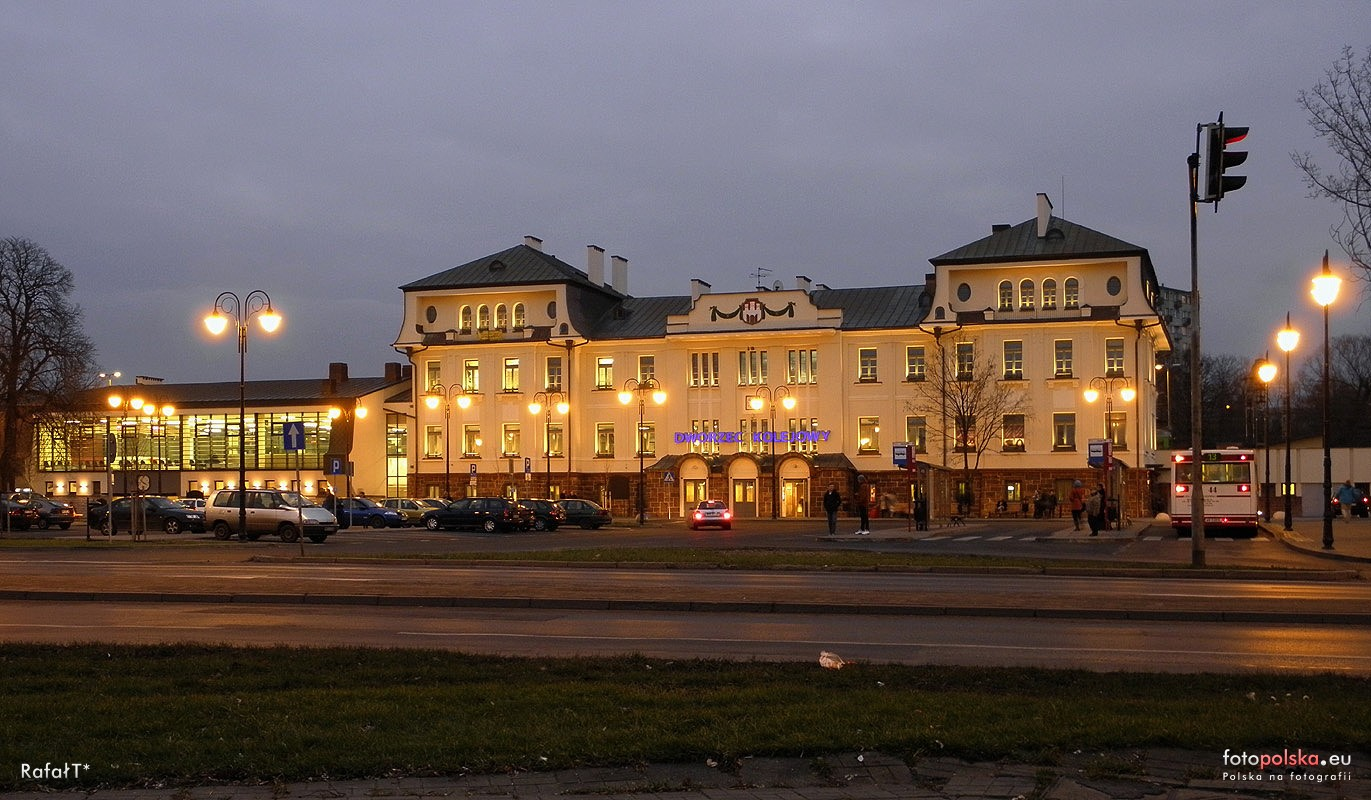
Dworzec kolejowy w Radomiu

W 1837 roku osiem województw, na które dzieliło się Królestwo Polskie przemianowano na gubernie. Dotychczasowe województwo sandomierskie ze stolicą w Radomiu odtąd zwano gubernią sandomierską, a od 1844 gubernią radomską.

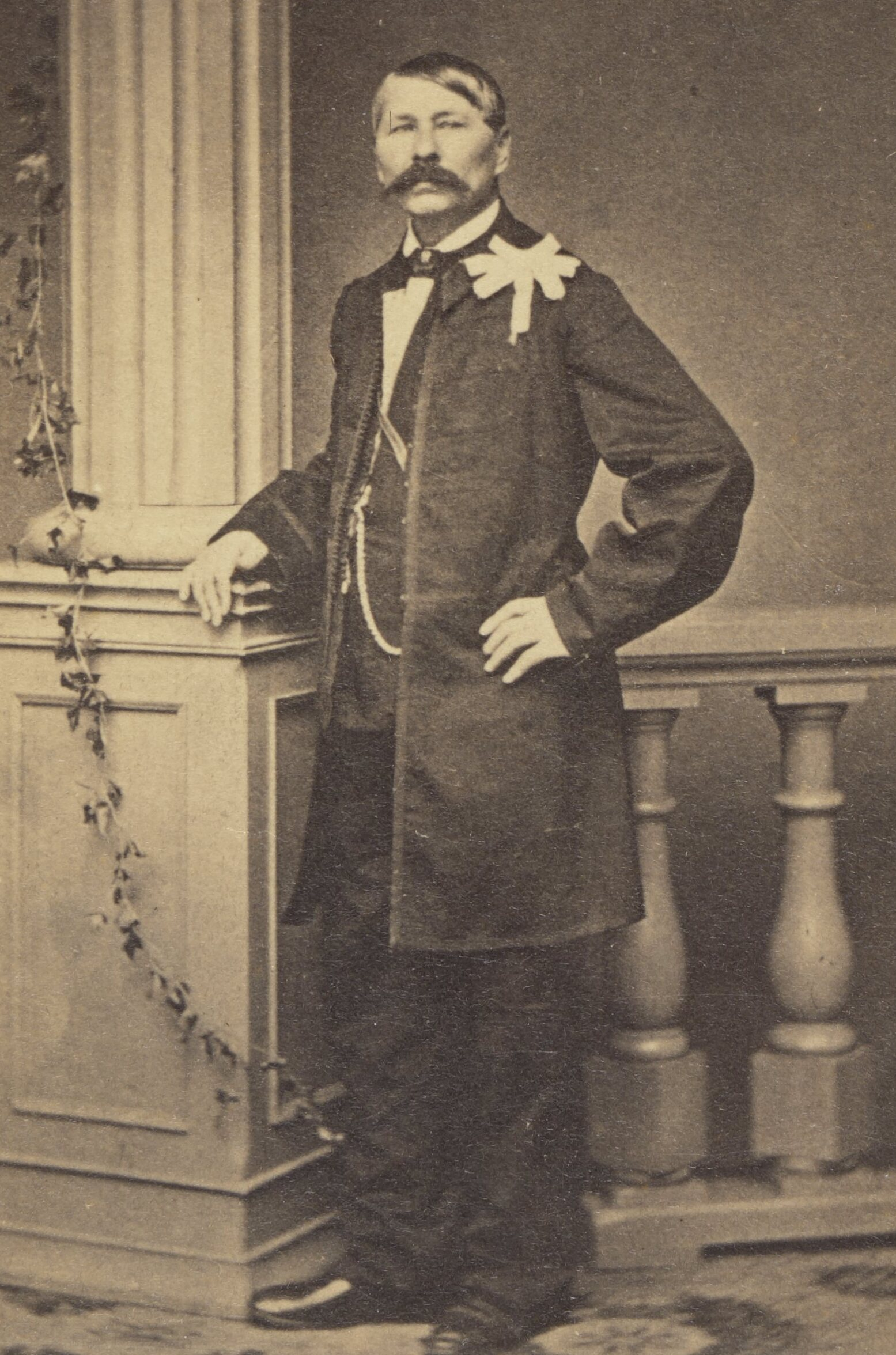
Dionizy Czachowski, naczelnik wojenny województwa sandomierskiego w powstaniu styczniowym

Dużo większą rolę niż w powstaniu listopadowym odegrał Radom w kolejnym zrywie narodowym jakim było powstanie styczniowe. Już na dwa lata przed jego wybuchem organizowano demonstracje patriotyczne, zamieszki uliczne i akcje uprzykrzania życia urzędnikom carskim. Na kilka dni przed wybuchem powstania do Radomia jako stolicy guberni przybył generał Marian Langiewicz, który na czele oddziałów powstańczych stoczył w pierwszym dniu powstania zwycięską potyczkę pod Jedlnią i drugą przegraną pod Szydłowcem.

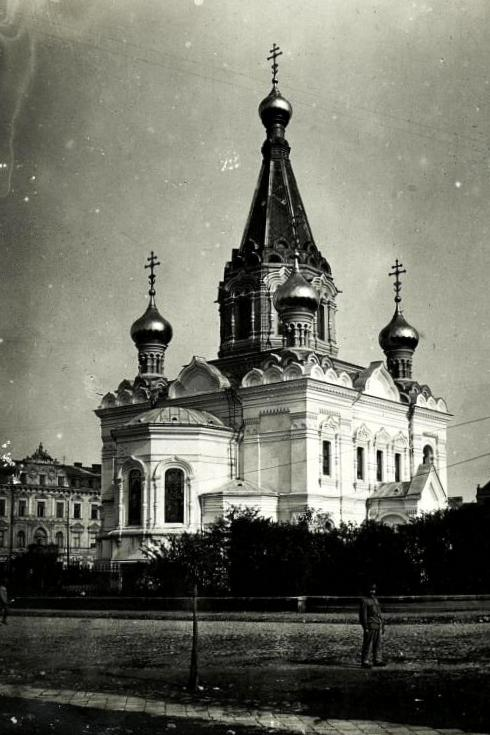
sobór św. Mikołaja w Radomiu

Powstanie miało charakter wojny partyzanckiej i wobec coraz większej przewagi wojsk rosyjskich, ostatecznie upadło jesienią 1864 roku. Pod koniec powstania poległ w Jaworze Soleckim położonym niedaleko Lipska pułkownik Dionizy Czachowski, którego pochowano poza miastem we wsi Bukowno. Dopiero w 1937 roku prochy bohatera złożono w okazałym mauzoleum przy kościele oo. Bernardynów. Obecnie zniszczony przez Niemców podczas II wojny światowej grobowiec, został odbudowany w innymi miejscu, przy zbiegu ulic Malczewskiego i Wernera.
Od 1867 roku budowano w Radomiu kanalizację. W 1883 ukazał się pierwszy numer „Gazety Radomskiej”, a dwa lata później otwarto linię kolejową łączącą Dąbrowę Górniczą z Iwanogradem (obecny Dęblin), która stała się impulsem do rozwoju przemysłu, głównie w branży browarniczej i budowlanej. W 1894 rozpoczęto największe podówczas radomskie przedsięwzięcie architektoniczne – budowę kościoła pw. Opieki Najświętszej Marii Panny, która ukończono w roku 1911. W 1917 powstaje pierwsza garbarnia, która daje początek przemysłowi skórzanemu i obuwniczemu. Na początku XX wieku wybudowano w Radomiu pierwszą na terenie „Kongresówki” elektrownię i zainstalowano elektryczne oświetlenie ulic.
W lipcu 1915 Radom został zajęty przez wojska austriackie, co dało możliwość werbowania na terenie miasta i okolic ochotników do tworzonych w Galicji Legionów Polskich. Pierwszy oddział wymaszerował jeszcze w tym samym miesiącu, a kolejne w miesiącach następnych. Trzy lata po zajęciu miasta przez Austriaków, 2 listopada 1918 roku garnizon wojsk okupacyjnych został rozbrojony przez mieszkańców Radomia i ten dzień stał się pierwszym dniem niepodległości miasta.

## Dwudziestolecie międzywojenne

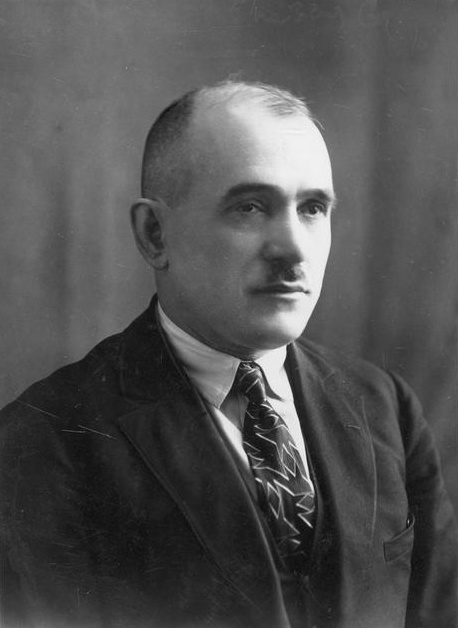
Józef Grzecznarowski – prezydent Radomia w latach 1927–1930 i 1938–1939

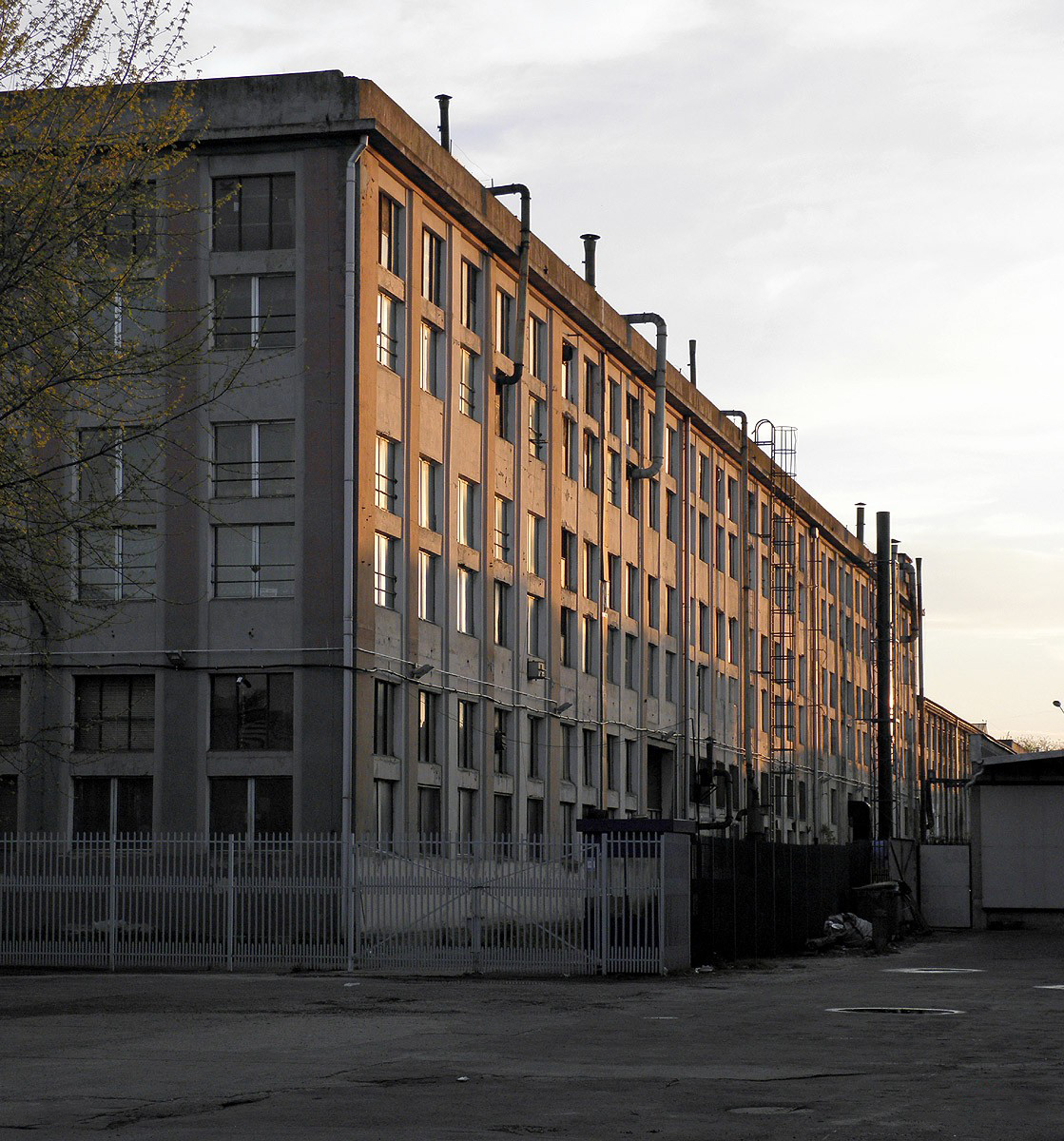
Przedwojenny budynek Fabryki Broni w Radomiu

W nocy z 6 na 7 stycznia 1918 roku w mieście doszło do starć między Milicją Ludową a wojskiem. Milicja zaatakowała koszary na wieść o tym, że jednostka ma stanąć jakoby po stronie dokonującego się w Warszawie prawicowego zamachu Januszajtisa. Podczas starć zginęło dwóch żołnierzy i prawdopodobnie 11 milicjantów. Walki wygasły, gdyż ich inicjatorzy z grona radykalnych działaczy PPS nie otrzymali wsparcia władz centralnych partii. 
W maju 1927 roku w mieście odbyły się pierwsze po zamachu majowym wybory samorządowe, które zdecydowanie wygrała Polska Partia Socjalistyczna.
W okresie II Rzeczypospolitej Radom utracił pozycję ośrodka władzy regionalnej, stając się w 1932 roku wydzielonym powiatem grodzkim w ramach województwa kieleckiego. Mimo to rozwój miasta nie został powstrzymany. Włączenie Radomia do Centralnego Okręgu Przemysłowego pozwoliło na powstanie fabryki broni, fabryki telefonów, fabryki obuwia, zakładów przemysłu tytoniowego i gazowni miejskiej. W 1933 wybudowano linię kolejową łączącą Radom z Warszawą.
Około 1938 roku populacja miasta przekroczyła 90 tysięcy mieszkańców, z których 30% stanowili Żydzi, druga pod względem wielkości grupa narodowościowa Radomia.
W tym okresie powstał w Radomiu Teatr Rozmaitości, którego siedzibą był gmach Resursy Obywatelskiej. W mieście działało także wiele kin, bibliotek i wydawnictw prasowych.
Od lat 20. stacjonował w mieście 72 pułk piechoty, któremu później nadano imię Dionizego Czachowskiego.

## II wojna światowa

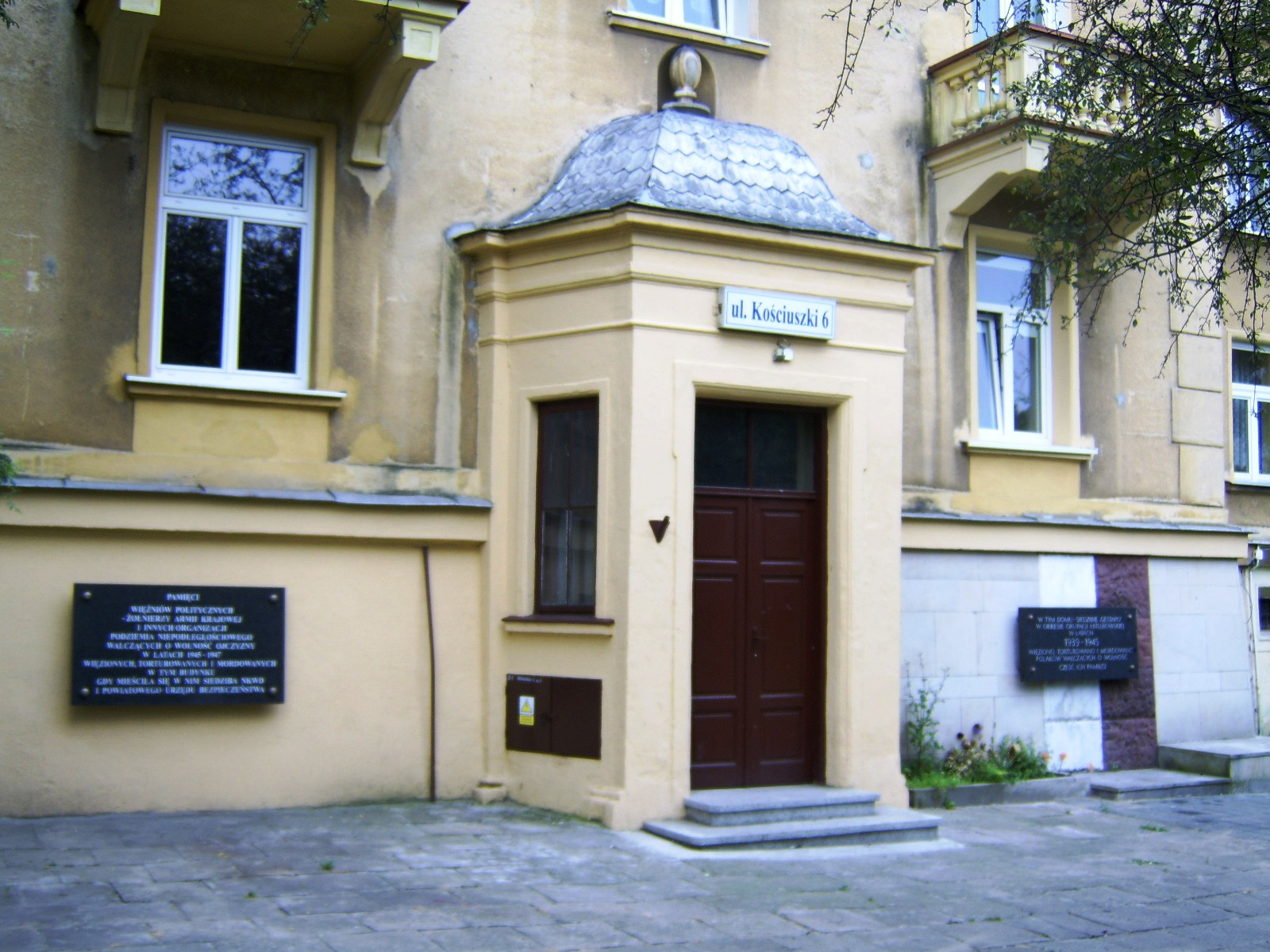
Siedziba gestapo, a następnie NKWD w Radomiu

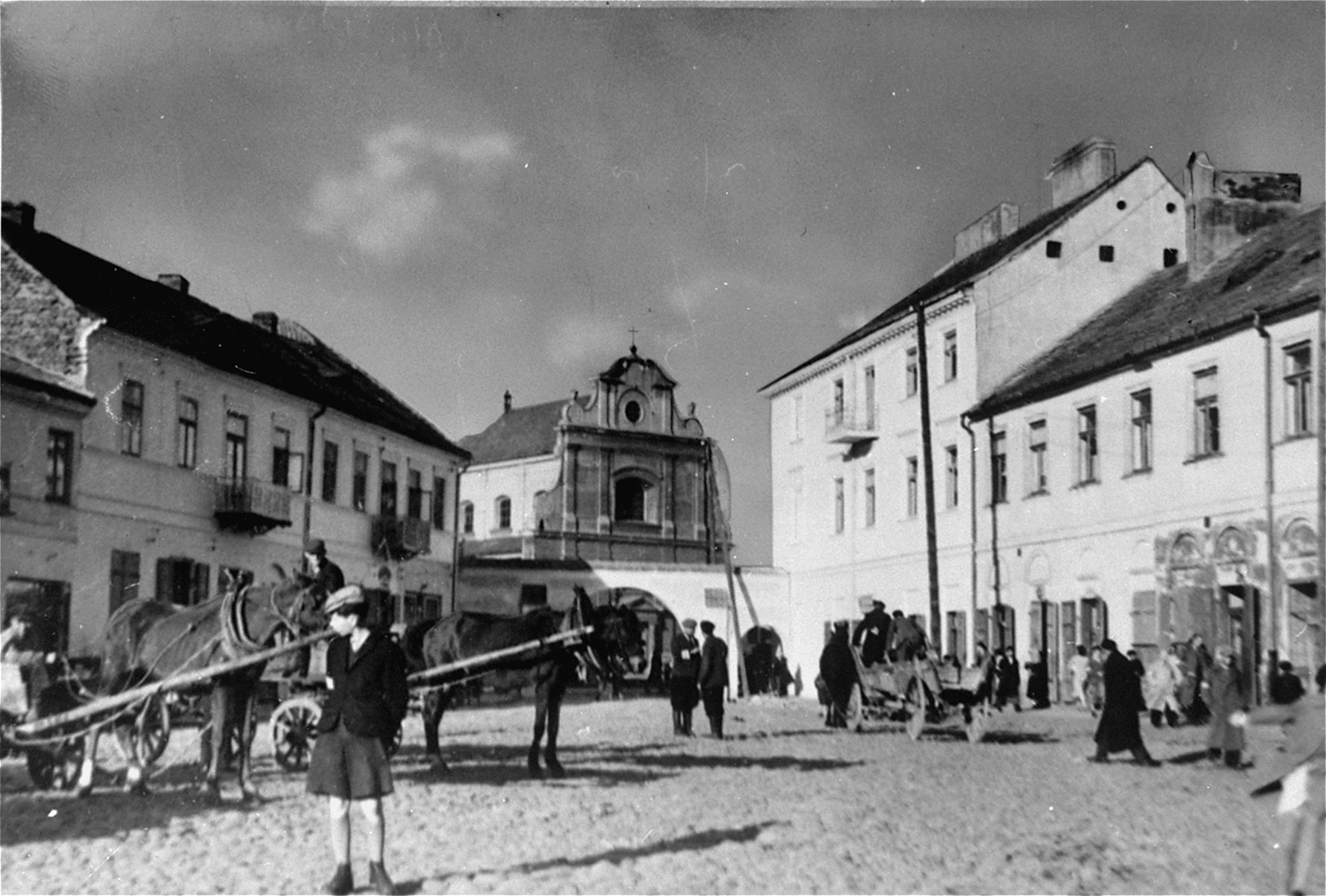
Brama do getta w Radomiu

Pierwsze bomby spadły na miasto już 1 września 1939. Stacjonujący w Radomiu 72 pułk piechoty, wchodzący w skład 28 Dywizji Piechoty Armii „Łódź” poniósł ciężkie straty w wojnie obronnej 1939.
8 września 1939 r. Niemcy, wkroczyli do miasta. Po zajęciu miasta przez wojska niemieckie i utworzeniu Generalnego Gubernatorstwa utworzono w nim siedzibę jednego z czterech dystryktów. Radom był miejscem licznych egzekucji (głównie w podradomskim Firleju). Dnia 24 stycznia 1941 roku SiPo aresztowała w ramach Intelligenzaktion w mieście 268 osób, w tym 25 kobiet, 2 księży, adwokatów, wszystkich lekarzy szpitala Kazimierza w Radomiu, 6 właścicieli ziemskich, kilku wójtów oraz byłego burmistrza miasta Radomia. Aresztowanych osadzono w piwnicach szkoły im. Piłsudskiego w Skarżysku Kamiennej.
Po utworzeniu w 1941 r. getta, hitlerowcy zgromadzili w nim ok. 34 000 Żydów, wywiezionych następnie w lipcu 1942 r. do Treblinki.
W latach 1942–44 miasto i jego okolice stanowiły teren intensywnych działań podziemnych organizacji i partyzanckich oddziałów. 19 września 1942 miała miejsce potyczka między oddziałem likwidacyjnym Armii Krajowej a żandarmerią niemiecką na stacji w Rożkach. W odwecie, w dniach 12–15 października, Niemcy zamordowali w publicznych egzekucjach 50 Polaków. 22 listopada 1942 r. oddział Gwardii Ludowej pod dowództwem Jana Żebraka ps. "Kozak" przeprowadził zamach na kino "Apollo". Obrzucono granatami wychodzących z kina hitlerowców, z których siedmiu zginęło a 19 odniosło rany. 23 kwietnia 1943 r. doszło do kolejnego zamachu oddziału Gwardii Ludowej, tym razem pod dowództwem Stanisława Lachtary, na tzw. Deutsches Haus przy ul. Malczewskiego, gdzie odbywało się zebranie dygnitarzy hitlerowskich z udziałem starosty Radomia i sekretarza generalnego gubernatora Franka. Od wrzuconych do gmachu trzech wiązek granatów zginęło siedmiu hitlerowców, a 17 odniosło rany.
16 stycznia 1945 r. Radom został zdobyty przez wojska 1 Frontu Białoruskiego Armii Czerwonej (25 i 61 Korpus Strzelecki 69 Armii oraz 11 Korpus Pancerny pod dowództwem gen. Iwana Iwanowicza Juszczuka).

## Radom w okresie Polski Ludowej

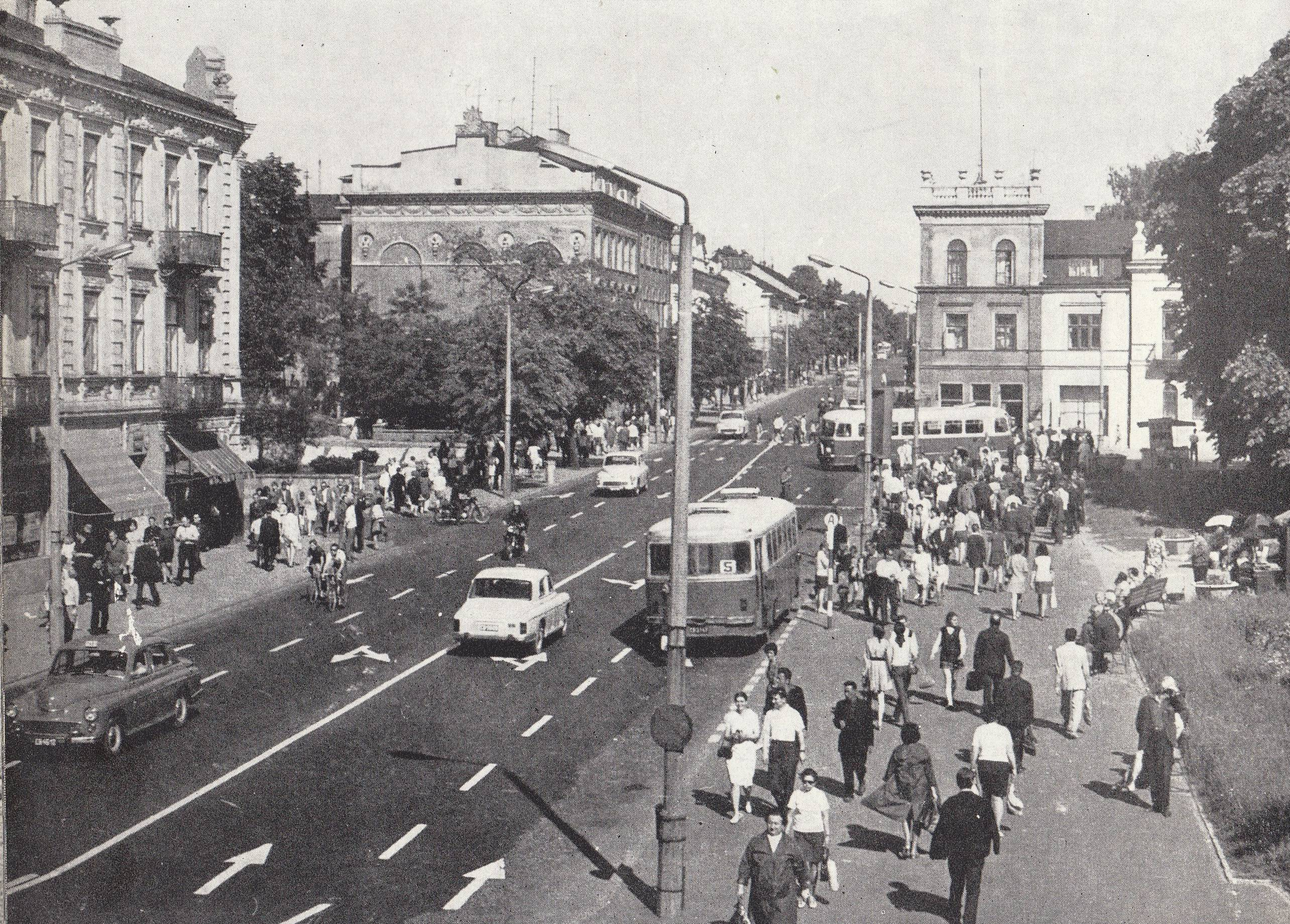
Plac Konstytucji w 1975 roku

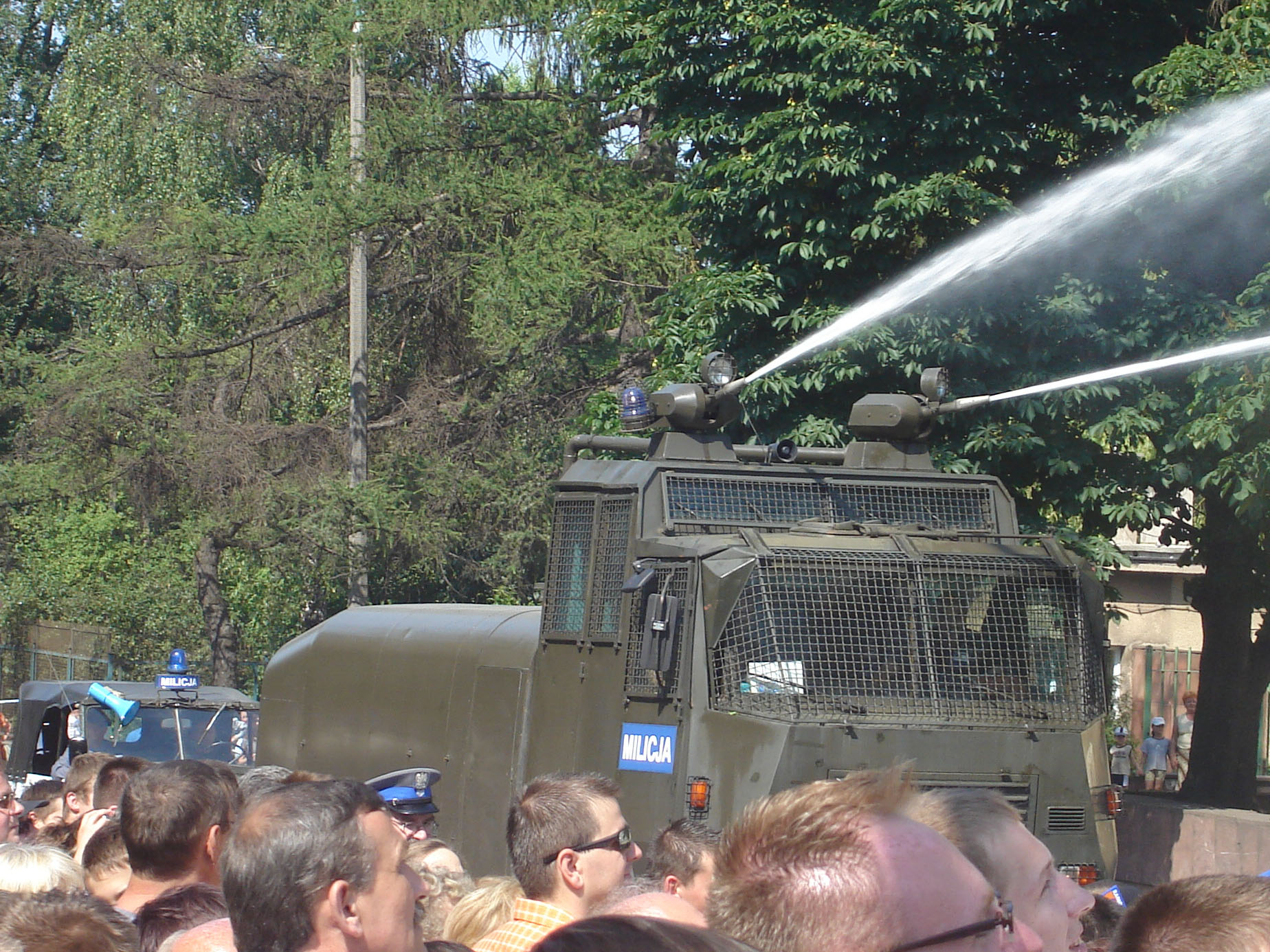
Rekonstrukcja Czerwcowych strajków 1976 roku

Powołany 22 lipca 1944 Polski Komitet Wyzwolenia Narodowego dekretem z dnia 21 sierpnia tegoż roku zniósł wprowadzoną przez okupanta strukturę administracyjną, przywracając przedwojenny podział administracyjny Polski, w wyniku czego Radom na prawach miasta - powiatu, został włączony do województwa kieleckiego.
- 16 stycznia 1945 – wkroczenie do Radomia jednostek Armii Czerwonej
- 9 września 1945 – oddziały Armii Krajowej Obwodu Kielecko-Radomskiego, pod dowództwem Stefana Bembińskiego „Harnasia”, na dwie godziny opanowały miasto, zdobyły więzienie i uwolniły aresztowanych żołnierzy Armii Krajowej.
- 1950 – w Radomiu powstaje Wieczorowa Szkoła Inżynierska NOT, która daje początek późniejszemu Uniwersytetowi Technologiczno-Humanistycznemu im. Kazimierza Pułaskiego w Radomiu oraz Politechnice Świętokrzyskiej.
- 1951 – powstała w Radomiu Oficerska Szkoła Lotnicza. 5 lat później trafiają tu legendarni piloci Polskiego lotnictwa: m.in. gen. Stanisław Skalski i płk Wacław Król.
- 1963 – ponowne zawiązanie Radomskiego Towarzystwa Naukowego.
- 1975 – w wyniku reformy administracyjnej Radom odzyskał status stolicy województwa.
- 25 czerwca 1976 – radomscy robotnicy rozpoczęli protest przeciw polityce rządu i PZPR, brutalnie stłumiony przez komunistów (Wydarzenia radomskie) – miasto stało się znanym ośrodkiem opozycji antykomunistycznej.
- 9 października 1980 – powstała Międzyzakładowa Komisja Założycielska NSZZ „Solidarność” Ziemia Radomska z pierwszą siedzibą przy ul. Malczewskiego
- 1984 – powstało Międzyresortowe Centrum Naukowe Eksploatacji Majątku Trwałego – dzisiejszy Instytut Technologii Eksploatacji – jedna z wiodących placówek badawczych w kraju.

## Radom w III Rzeczypospolitej
- 20 grudnia 1990 – ustalenie obecnego herbu Radomia uchwałą nr 76/90 Rady Miejskiej w Radomiu.
- 4 czerwca 1991 – wizyta w Radomiu papieża Jana Pawła II.
- 25 marca 1992 – powstanie diecezji radomskiej bullą Totus Tuus Poloniae Populus.
- 1996 – Radomska Wyższa Szkoła Inżynierska otrzymała nazwę Politechniki Radomskiej.
- 25 maja 2002 – kardynał Joseph Ratzinger, przyszły papież Benedykt XVI, odwiedził Radom w związku ze święceniem Zygmunta Zimowskiego na biskupa.
- 2004 – rozpoczęła się oczekiwana od kilkudziesięciu lat rewitalizacja Miasta Kazimierzowskiego.
- 2005 – podpisanie w Radomiu porozumienia międzyregionalnego dotyczącego budowy drogi ekspresowej Wschód-Zachód S12.
- 2006 – inauguracja drugiego nawiedzenia kopii Obrazu Matki Bożej Jasnogórskiej w Radomiu, której przewodniczył kardynał Stanisław Dziwisz, 44 biskupów i tysiące wiernych przybyłych z diecezji radomskiej.
- 2012 – Politechnika Radomska przemianowana została na Uniwersytet Technologiczno-Humanistyczny im. Kazimierza Pułaskiego w Radomiu.
- 2014 – Otwarty został port lotniczy Radom-Sadków.